# Сосновка (Тыва)
Сосновка (тув. Сосновка) — село в Тандинского кожууне Республики Тыва. Административный центр и единственный населённый пункт Дургенского сумона. Население 948 человек (2007)

## География
Село находится у р. Дурген, в Тувинской котловине.
Уличная сеть
Речной пер., ул. Красных Партизан, ул. Крюкова, ул. Садовая, ул. Туметей, ул. Чехова
Географическое положение
Расстояние до:
районного центра Бай-Хаак: 5 км.
столицы республики Кызыл: 65 км.
Ближайшие населённые пункты
Дурген 1 км, Бай-Хаак 4 км, Ургайлыг (Арголик) 10 км, Межегей (Алаак) 18 км, Успенка 21 км, Целинное 28 км
климат
Сосновка, как и весь Тандинский кожуун, приравнена к районам Крайнего Севера.

## Население
| 2002 | 2010 |
| ---- | ---- |
| 855  | ↘741 |

Национальный состав
Согласно результатам переписи 2002 года, в национальной структуре населения тувинцы составляли 64 %, русские 33 %

## Инфраструктура
Отделение почтовой связи (ул. Туметей, 4), средняя общеобразовательная школа. Школа носит имя героя-добровольца, участника Великой Отечественной войны, Туметея Оюна.

## Транспорт
Автодорога местного значения.